# ナショナルスタジアム (シンガポール)
シンガポールナショナルスタジアム (英語表記:The Singapore National Stadium; 中国語（簡体字）表記: 国家体育场; マレー語表記: Stadium Nasional Singapura) はKallang（カラン）に存在していたスタジアムである。1973年に開場したが、老朽化もあり2007年6月30日に閉鎖した。解体された後、跡地には総合スポーツ・娯楽施設であるSingapore Sports Hub（シンガポールスポーツハブ）が2014年6月に開場した。

## 概要
スタジアムは多くのスポーツ、芸術、競技大会や国家的イベントに使用されてきた。このスタジアムでシンガポールがホスト国として東南アジア競技大会が1973年、1983年、1993年の3回開催された。
またシンガポール軍隊記念日やシンガポール青年祭の開会式のパレード行われていた。2005年1月16日には東南アジアサッカー選手権の前身大会である2004年タイガーカップの決勝戦第2戦がサッカーインドネシア代表相手に行われた。試合は2-1で第1戦との通算成績5-2でサッカーシンガポール代表が1998年以来2度目の優勝を果たした。（H＆A方式、決勝戦第1戦は2005年1月8日にインドネシアで行われサッカーシンガポール代表が3-1でサッカーインドネシア代表を下していた。）
また独立記念日式典が18回行われた。(1976年, 1980年, 1985年, 1986年, 1988年, 1989年, 1991年, 1992年, 1994年, 1996年〜1999年, 2001年〜2004年, 2006年)

## 特徴
ナショナルスタジアムは8レーンの競争路とサッカー場を有しており、それ以外にも観客席の下のスペースに卓球場やウエイトリフティングなどの設備を有している。大勢の観客に対応するために、4000台以上の車、100台以上のバイクを停められる駐車場を有している。
注目を集めるスポーツイベントが開かれる一方で、公共のまたは地元の組織が使用するために貸し出されている。例えば、トラックはジョギングする人に、別の方法で利用されない限り、0.5シンガポールドルで入場できる。

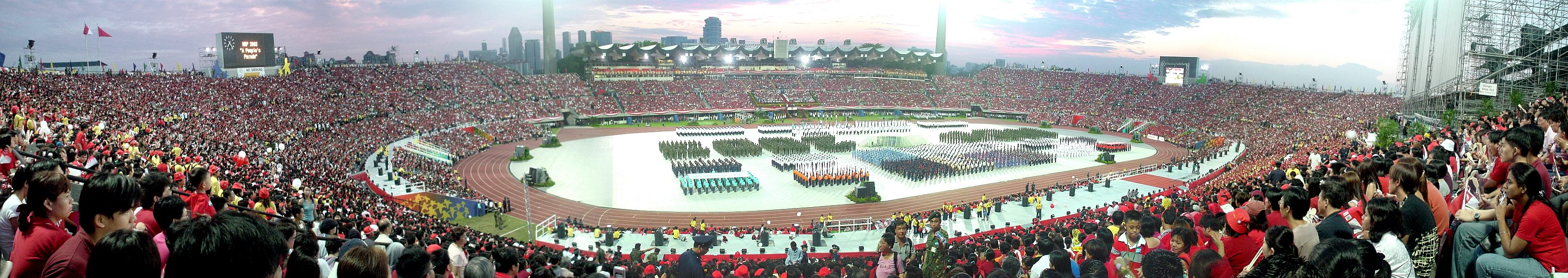
2003年に開かれた独立記念日式典の様子。

## 歴史

### 理念

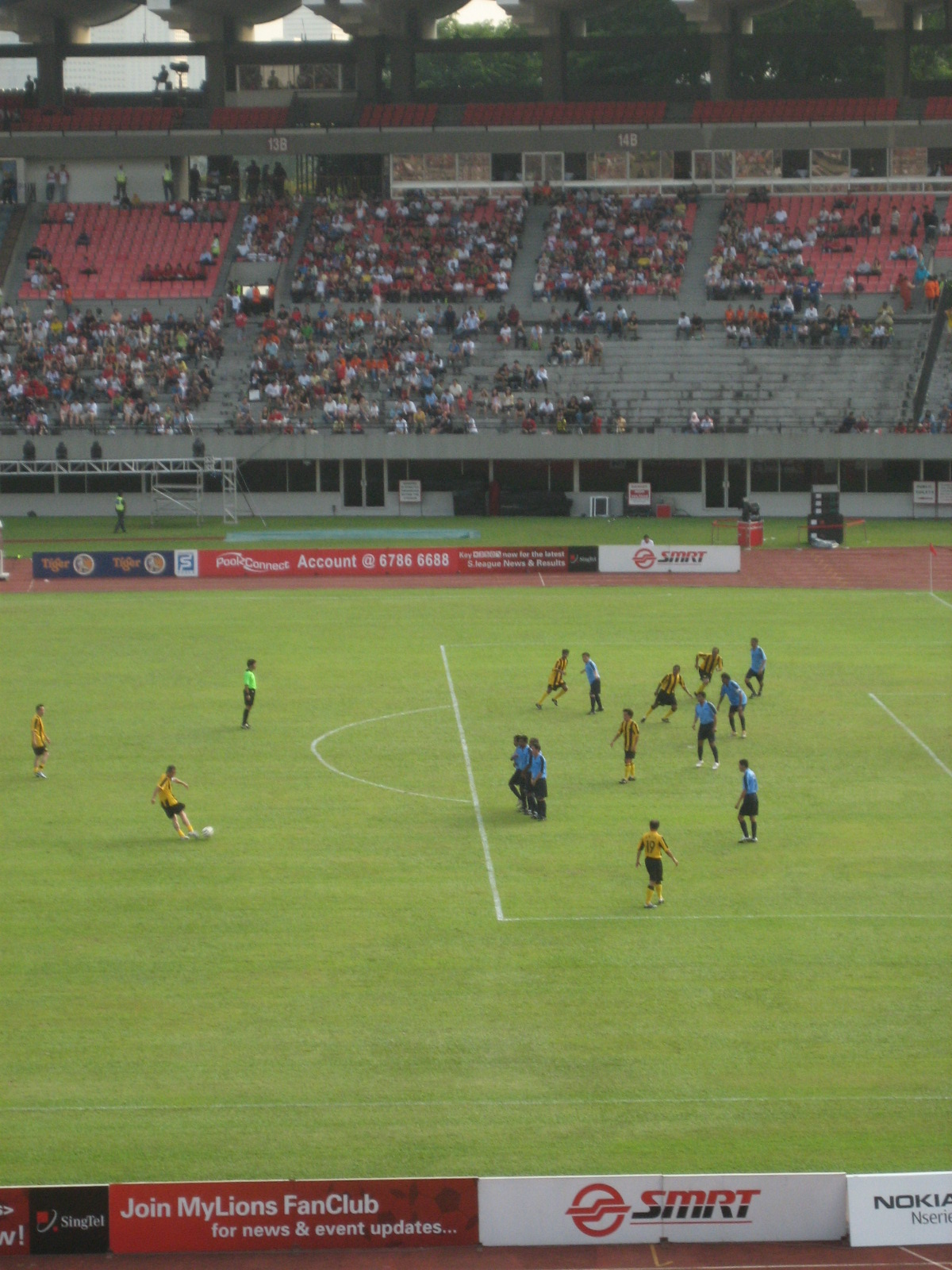
カランで行われた閉鎖式典のサッカーの試合の様子。2007年6月30日

第二次世界大戦後すぐに、シンガポールは自治政府を発足させ独立に向かっていた。その際、ナショナルスタジアム建設を検討し始めた。まず、1950年代に建設可能な場所としてカラン公園付近が選ばれた。1965年8月スタジアムの予備工事が行われ、1965年終わりまでに、当時のOthman Wok社会問題文化大臣は政府の方針としてカランにオリンピックを開くことができる基準を満たしたナショナルスタジアム建設を国家的スポーツ複合施設の第一歩として打ちだした。大臣は議会に対してナショナルスタジアムの建設はシンガポールのスポーツの宣伝にすばらしい効果を打ち出し、国際的にもシンガポールのスポーツのイメージ向上に役立つと訴えた。

### 基金
国有のくじ会社であるSingapore Poolsはスタジアム建設のために1968年に基金を立ち上げた。シンガポールスイープ（宝くじ）やトトの売り上げはスタジアム建設費の多くを賄った。1968年から1976年にかけて、Singapore Poolsは約1450万シンガポールドルを寄付した。Singapore Poolsはまたスタジアム管理会社に対して、立ち上げ金としての780万シンガポールドルの政府借款の支払いを助けた。今日、Singapore Poolsは独立記念日式典同様ナショナルスタジアムの主要スポンサーである。

### 建設
シンガポールで初めての独立記念日の祝祭が開かれた1966年12月7日 にOthman Wok社会問題文化大臣によって起工された。初めの3年半は地ならしと杭打ちによって基礎を作っていった。悪天候もあり工期より約1か月遅れたが、1970年終わりまでにスタジアムは4分の3ほどに完成しその姿を見せ始めた。幅各76mの36階段が印象的な入り口を形成した。そして特別なイベントやシンガポールンナショナルスタジアムの開場の際に火を灯すために聖火台がスタジアムの中に造られた。1973年6月の終わりまでには、30万個のセメント袋、300万個のレンガ、4,500トンの鉄鋼と材木を使用してスタジアムが完成した。1973年7月19日に新しいスタジアムは初めて一般に公開された。

### 再開発
ナショナルスタジアムを壊して、35.6ヘクタールの跡地に多目的総合スポーツ・娯楽施設であるSingapore Sports Hub（シンガポールスポーツハブ）の建設が計画された。2008年4月よりナショナルスタジアムの取り壊しが始まる予定であり、Singapore Sports Hubが2011年に完成予定となっている
。Singapore Sports Hub建設の入札を募った結果、オーストラリアのマッコーリーグループが中心のシンガポールゴールドコンソーシアム(Singapore Gold Consortium)、地元建設会社のウォーハップを含むアルパイングループ(Alpine Mayreder)、国際設計会社のアルップ・スポーツなどで構成するシンガポールスポーツハブコンソーシアム(Singapore Sports Hub Consortium)の3つのコンソーシアムが最終候補となっていた。
2008年1月19日 Vivian Balakrishnan（ビビアン・バラクリシュナン）Ministry of Community Development, Youth and Sports（社会開発・青年・スポーツ大臣）はフランスの大手建設会社Bouygues（ブイグ）の子会社であるDragages Singaporeが率いるシンガポールスポーツハブコンソーシアムを選択した。

### 閉鎖
2007年6月30日にField of Dreams – A Tribute to the National Stadium と題する閉鎖式典が行われた。式典には45,000人が式典に詰め掛けた。シンガポールの過去、現在におけるアスリートやS・R・ナザン大統領、議員、閣僚が出席した。
式典前にはかつてのシンガポールとマレーシアの代表によるサッカーの国際試合が行われた。
その試合の後、東南アジアサッカー選手権を制したサッカーシンガポール代表とサッカーオーストラリア代表の試合が行われた。結果はサッカーオーストラリア代表がプレミアリーグで活躍しているマーク・ヴィドゥカの2得点(50, 86分)とハリー・キューウェルの1得点(75 分)で3-0と勝利した。
しかし、これはこのスタジアムにおける最後の試合ではなかった。2007年 11月9日に2010 FIFAワールドカップ・アジア予選の第2ラウンド第1戦がサッカータジキスタン代表との間でナショナルスタジアムで行われた。試合は2-0でサッカーシンガポール代表が勝利した。
（なお、サッカーシンガポール代表は2007年11月18日第2ラウンド第2戦をタジキスタンの首都ドゥシャンベで行い1-1で引き分けた。この結果通算成績3-1でサッカーシンガポール代表は第3ラウンドに進出した。）

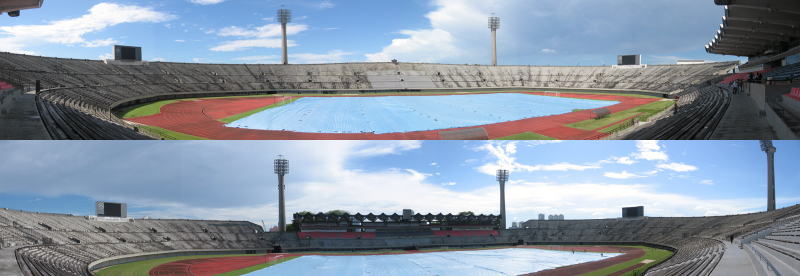
ナショナルスタジアムの東口(上) と西口(下)。

### 年代記録
ナショナルスタジアムは41年の歴史を刻んだ。
- 1966年
  - 12月: 総工費5000万シンガポールドルで建設が始まった。
- 1971年
  - 6月4日: 当時のBenjamin Henry Sheares（ベンジャミン・ヘンリー・シアーズ）大統領が完成前にスタジアムを視察した。
- 1973年
  - 6月17日: ナショナルスタジアムで最初のイベントとなる国際ホッケー大会のエキシビジョンマッチがオーストラリア相手に開催された。結果は3-0でオーストラリアがシンガポールを下した。
  - 6月24日: 最初のサッカーの試合がとしてスルタンゴールドカップ決勝戦がシンガポールとマレーシアクランタン州 との間で行われた。シンガポールが32000人強の観衆の前で4-1と勝利した。
  - 7月19日: Benjamin Henry Sheares（ベンジャミン・ヘンリー・シアーズ）大統領によって公式に開場が宣言された.
  - 9月1日-8日: 第7回 東南アジア競技大会が開催された。この大会でシンガポールは45個の金メダル、50個の銀メダル、45個の銅メダルを獲得した。またサッカーシンガポール代表は準決勝まで駒を進めたが、延長戦でも1-1で決着が付かずPK戦の末3-5でサッカー南ベトナム代表に敗れた。
  - 9月17日: 練習用トラックとテニスコートが一般開放された。
  - 10月24日: モハメド・アリが1試合5ラウンドのエキシビジョンマッチを行った。
- 1976年
  - 1月28日: 当時のフィリピン大統領夫人であったイメルダ・マルコスがロールス・ロイスで乗りつけ訪問した。
  - 8月9日: 初めて独立記念日式典の会場となった。
- 1977年
  - 5月13日: シンガポールとマレーシア・スランゴール州の伝統の一戦となったマレーシアカップ決勝戦を前にチケット売り場にたくさんの人が押し寄せた。その結果1名が心臓発作を起こし死亡した。また44人ものけが人を出した。
  - 7月13日: スコットランドのセルティック がシンガポールを5-0で下した。
- 1983年
  - 5月28日-6月6日: 第12回東南アジア競技大会が開催された。この大会でシンガポールは38個の金メダル、38個の銀メダル、58個の銅メダルを獲得した。またサッカーシンガポール代表は初めて決勝まで駒を進めたが、1-2でサッカータイ代表に敗れた。
- 1984年
  - 12月1日-16日: AFCアジアカップ1984が開催された。
- 1986年
  - 7月26日: デヴィッド・ボウイの公演が行われた。
  - 11月20日: ローマ教皇ヨハネ・パウロ2世がシンガポールを初めて訪問してミサを行った。
- 1988年
  - 5月18日: スティーヴィー・ワンダーの公演が行われた。
- 1989年
  - 4月24日-30日: 男子プロテニスツアーATPツアートーナメント大会を招致し、シンガポール・オープンとして開催開始[12]。1993年から1995年にかけて3年間の中断を挟みながら、1999年まで開催された[13]。
- 1990年
  - 3月30日: シンガポール独立25周年記念として行われたカルテックスカップにおいてアーセナルがサッカー韓国代表を2-1で下した。
- 1993年
  - 3月18日: シンガポールが親善試合においてJリーグクラブの名古屋グランパスエイトを4-3で下した
  - 6月12日-20日: 第17回東南アジア競技大会が開催された。この大会でシンガポールは50個の金メダル、40個の銀メダル、74個の銅メダルを獲得した。またサッカーシンガポール代表は準決勝でサッカーマレーシア代表と対戦して2-2と善戦したがPK戦で敗れた。
  - 8月1日: マイケル・ジャクソンの公演が行われた。
- 1995年
  - 5月20日: イングランドのサッカークラブのノッティンガム・フォレストと親善試合が行われて、3-1でシンガポールを下した。
  - 5月26日: シンガポールがイングランドのサッカークラブのトッテナム・ホットスパーFCと親善試合を行い、1-1の末、PK戦でトッテナム・ホットスパーFCを4-2で下した。
- 1996年
  - 4月1日: 当時のゴー・チョク・トン首相がゲストとして出席し、発足したSリーグの開会式が行われた。
  - 8月1日: プレミアリーグのサッカークラブのニューカッスル・ユナイテッドとSリーグオールスターとの親善試合が行われて、5-0でSリーグオールスターを下した。
- 1997年
  - 9月3日: アジアクラブ選手権が開催され、ゲイラン・ユナイテッドFCがホームとしてJリーグクラブの鹿島アントラーズと試合を行った結果、1-2で鹿島アントラーズが勝利した。
- 1998年
  - 3月4日: ビリー・ジョエルとエルトン・ジョンの公演が行われた。
  - 10月31日: アジアラグビーチャンピオンシップでスリランカと対戦して、シンガポールが25-13でスリランカを下した。
- 2000年
  - 3月13日: マライア・キャリーの公演が行われた。
- 2001年
  - 2月1日: スタジアムで火事が発生し、特別観覧席の上にあったメディアルームを損傷した。
  - 5月1日: 台湾の張惠妹の公演が行われた。
  - 7月16日: プレミアリーグのリバプールと親善試合を行い2-0でシンガポールをで下した。
  - 7月24日: プレミアリーグのマンチェスター・ユナイテッドと親善試合を行い8-1でシンガポールをで下した。
- 2002年
  - 7月24日: 独立記念日式典のメインステージで電気不良による火事を起こした。
  - 12月18日: 2002年タイガーカップグループB初戦でシンガポールはマレーシアに0-4で敗れた。
- 2005年
  - 1月16日: 2004年タイガーカップの決勝戦第2戦がサッカーインドネシア代表相手に行われた。試合は2-1で第1戦との通算成績5-2でサッカーシンガポール代表が1998年以来2度目の優勝を果たした。（H＆A方式、決勝戦第1戦2005年1月8日にインドネシアで行われサッカーシンガポール代表が3-1でサッカーインドネシア代表を下した。）
- 2006年
  - 8月9日: ナショナルスタジアムでは最後の独立記念日式典が行われた。
- 2007年
  - 1月31日: 東南アジアサッカー選手権決勝戦第1戦がサッカータイ代表相手に行われた。試合は2-1でサッカーシンガポール代表が勝利した。（H＆A方式、決勝戦第2戦2007年2月4日にタイのバンコクで行われ1-1であった。その結果通算成績3-2でサッカーインドネシア代表が優勝した。）これが閉鎖式典前の最後の試合となった。
  - 6月30日: 公式の閉鎖式典が行われた。取り壊された後はSingapore Sports Hubが建設される予定である。
  - 10月28日: サッカーシンガポール代表とパレスチナの2010 FIFAワールドカップ・アジア予選第1ラウンド第2戦が行われる予定だったが、パレスチナが棄権をしたため開催されなかった。
  - 11月9日: 2010 FIFAワールドカップ・アジア予選の第2ラウンド第1戦がサッカータジキスタン代表が行われ2-0でサッカーシンガポール代表が勝利した。

## 参照
1. ↑  Singapore Sports Council - National Stadium Facilities
2. ↑  Singapore Pools, The Beginning of the National Stadium
3. ↑  Singapore Sports Council, News on the redevelopment of the National Stadium
4. ↑  Singh, Patwant (2007年3月29日). “Consortium reveals horse shoe-shaped iconic design for Sports Hub”. Channel NewsAsia
5. ↑  Cheney, Satish (2007年3月28日). “All 3 proposals for new Sports Hub "truly spectacular": Vivian Balakrishnan”. Channel NewsAsia
6. ↑  “"Cool Dome" design wins Singapore Sports Hub project”. Channel NewsAsia. (2008年1月19日)
7. ↑  "A tribute to the Old Lady of Kallang", The Straits Times, 31 May 2007
8. ↑  Marc Lim, "Sun sets on the Grand Old Lady", The Sunday Times, 1 July 2007
9. ↑  Terrence Voon, "Old foes' nostalgic farewell to their field of dreams", The Sunday Times, 1 July 2007
10. ↑  Leonard Lim, "Thanks for a great match, mate", The Sunday Times, 1 July 2007
11. ↑  "Stadium memories: 1973-2007", The Straits Times, 30 June 2007
12. ↑  “Tennis - ATP World Tour - Draws” (英語).  ATP. 2010年11月8日閲覧。
13. ↑  Randy Walker (1999年10月12日). “Kucera dethrones Henman at Basel” (英語).  Indian Express Newspapers. 2010年11月8日閲覧。